# Gabriel Pascal
Pour les articles homonymes, voir Pascal.
Gabriel Pascal est un producteur, réalisateur, scénariste et acteur hongrois, né à Arad (alors en Autriche-Hongrie, actuellement en Roumanie) le 4 juin 1894, mort à New York (État de New York, États-Unis) le 6 juillet 1954.

## Biographie
Gabriel Pascal naît sous le nom de Gábor Lehel le 4 juin 1894 à Arad en Transylvanie, alors dans le royaume de Hongrie, en Autriche-Hongrie.
Gabriel Pascal débute comme acteur en 1922, dans deux films muets allemands (il est également producteur exécutif de l'un d'eux). Puis, en 1931-1932, il est producteur à part entière de deux autres films allemands. Installé ensuite au Royaume-Uni, il produit en 1936 ses deux premiers films britanniques. En 1938, sort l'une de ses productions les plus connues, Pygmalion, adaptation de la pièce éponyme de George Bernard Shaw, avec Wendy Hiller et Leslie Howard. 
Pascal obtiendra à nouveau l'accord de Shaw, pour transposer à l'écran deux autres de ses pièces, sous les mêmes titres, La Commandante Barbara (1941, avec Rex Harrison et Wendy Hiller), puis César et Cléopâtre (1945, avec Vivien Leigh et Claude Rains), dont il est à la fois producteur et réalisateur. Enfin, en 1952, alors qu'il s'est établi aux États-Unis, il produit son unique film américain, Androclès et le Lion, avec Victor Mature et Jean Simmons, là encore d'après une pièce du même titre de Shaw.
Deux ans après, en 1954, Gabriel Pascal meurt d'un cancer, après avoir contribué à seulement dix films en tout.

## Filmographie complète

### En Allemagne
- 1922 : Fortunato de Karl Halden, 2e partie Die Todesfahrt in den Lüften (acteur)
- 1922 : Sterbende Völker de Robert Reinert, 1re partie Heimat in Not, 2e partie Brennendes Meer (acteur et producteur exécutif)
- 1931 : Le Capitaine de Koepenick (Der Hauptmann von Köpenick) de Richard Oswald (producteur)
- 1932 : Histoires fantastiques (de) (Unheimliche Geschichten) de Richard Oswald (producteur)

### Au Royaume-Uni
- 1936 : Reasonable Doubt de George King (producteur)
- 1936 : Cafe Mascot de Lawrence Huntington (producteur)
- 1938 : Pygmalion d'Anthony Asquith et Leslie Howard (producteur)
- 1941 : La Commandante Barbara (Major Barbara) (producteur, réalisateur et coscénariste)
- 1945 : César et Cléopâtre (Caesar and Cleopatra) (producteur et réalisateur)

### Aux États-Unis
- 1952 : Androclès et le Lion (Androcles and the Lion) de Chester Erskine et Nicholas Ray (producteur)